# Shuhong (köpinghuvudort i Kina, Zhejiang Sheng, lat 28,65, long 120,16)
Shuhong (kinesiska: 舒洪, 舒洪镇) är en köpinghuvudort i Kina. Den ligger i provinsen Zhejiang, i den östra delen av landet, omkring 180 kilometer söder om provinshuvudstaden Hangzhou. Antalet invånare är 14 793. Befolkningen består av 7 425 kvinnor och 7 368 män. Barn under 15 år utgör 18,0 %, vuxna 15-64 år 68 %, och äldre över 65 år 13,0 %.
Runt Shuhong är det ganska tätbefolkat, med 230 invånare per kvadratkilometer. Närmaste större samhälle är Xinjian, 15,9 km nordväst om Shuhong. I omgivningarna runt Shuhong växer i huvudsak blandskog.
Genomsnittlig årsnederbörd är 2 368 millimeter. Den regnigaste månaden är juni, med i genomsnitt 417 mm nederbörd, och den torraste är januari, med 69 mm nederbörd.